# Гольденштейн, Ефроим Соломонович
Ефроим Соломонович (Шлёмович) Гольденштейн (26 июня (8 июля) 1882, Кишинёв, Бессарабская губерния — 20 января 1938, Москва) — советский разведчик, резидент ОГПУ СССР в Анкаре и Германии. Расстрелян в 1938 году, реабилитирован посмертно.

## Биография
Родился в Кишинёве в семье зубного врача; окончил Кишинёвскую гимназию. Его родители Шлёма (Соломон) Гольденштейн (1847—1922) и Хана-Ита Давидовна Кицис (1845—1921) в 1891 году эмигрировали в Америку и поселились в Нью-Йорке. У него были сёстры Лея (1885) и Рашель (1888), брат Моисей (Морис, 1879—1942, жил в Чикаго).
Член РСДРП с 1900 года (меньшевик). Неоднократно арестовывался охранным отделением. В 1906—1915 годах жил за границей (в Германии, Австрии, Аргентине, Сербии, Болгарии). Учился на медицинском факультете в Берлинском и Венском университетах, в 1911 году защитил диплом доктора медицины со специализацией в акушерстве и гинекологии в Мюнхенском университете. Работал врачом в системе Красного Креста. В 1915—1917 годах служил военным врачом в действующей армии.
После Февральской революции в 1917 году — председатель Совета рабочих и солдатских депутатов и городской голова Ровно, земский гласный Ровенского уезда. С 1918 года — на подпольной работе на Западной Украине (Польша), трижды подвергался арестам; весной 1920 года был вновь арестован и заключён в лагерь под Краковом. В 1921 году бежал в РСФСР и с того же года — врач полномочного представительства РСФСР в Польше, член делегации по репатриации.
С августа 1923 года — представитель Советского Красного Креста и сотрудник управления делами полпредства, с декабря 1924 года — 2-й секретарь полпредства СССР в Австрии. С декабря 1924 года по 1926 год — резидент ИНО ОГПУ СССР(псевдоним) «Доктор») в Турции на должности второго секретаря полномочного представительства СССР. В 1927—1930 годах — на аналогичной должности в Германии. С 1930 года — сотрудник Коминтерна.
Владел рядом иностранных языков, в том числе македонским/болгарским, немецким, польским.
Проживал : г. Москва, 2-й Троицкий пер., д.6, кв.51.
В 1937 году исключён из ВКП(б) и 11 июля 1937 г. арестован по обвинению в «шпионаже». Внесен в Сталинский расстрельный список  от 3 января 1938 г. («Москва-центр») по 1-й категории ( «за» Жданов, Молотов, Каганович, Ворошилов). 20 января 1938 года осужден Военной коллегией Верховного суда СССР к расстрелу, приговор исполнен в тот же день. Место захоронения  — спецобъект НКВД «Коммунарка». Реабилитирован посмертно 30 января 1964 года ВКВС СССР.

## Семья
Брат — Морис (Моисей Соломонович) Гольденштейн (1879—1942), инженер-электрик, выпускник Киевского и Дармштадтского технического университетов (1906), работал в компании General Electric, автор ряда изобретений в области полиграфической технологии и электротехники.